# Cantone di Pointe-à-Pitre-2
Il cantone di Pointe-à-Pitre-2 era una divisione amministrativa dell'arrondissement di Pointe-à-Pitre nel dipartimento d'oltremare francese di Guadalupa (che comprende alcune isole dell'arcipelago caraibico omonimo facente parte delle Piccole Antille).
A seguito della riforma approvata con decreto del 24 febbraio 2014, che ha avuto attuazione dopo le elezioni dipartimentali del 2015, è stato soppresso.

## Composizione
Situato nella parte occidentale dell'isola di Grande-Terre, comprendeva una frazione del comune di Pointe-à-Pitre. Il suo codice INSEE era 971 21.